# Nothing to Lose (песня Брета Майклса)
«Nothing to Lose» — песня, написанная и записанная Бретом Майклсом в качестве ведущего сингла его сольного альбома «Custom Built». Первоначально песня была записана самим Майклсом; однако он работал с Майли Сайрус, которая попросила спеть с ним. Майли Сайрус записала кавер-версию хита группы «Poison» «Every Rose Has Its Thorn» с Майклзом для своего альбома «Can’t Be Tamed», а затем приняла участие в новом сингле Брета.

## Предыстория и композиция
«Nothing to Lose» — кантри-рок-баллада, исполненная в основном акустической гитарой. Рассказчик описывает медленное заявление о созависимости. «Nothing To Lose» включает в себя пять записанных версий песни: соло, сольная акустика с участием Майли Сайрус, акустика с участием Майли Сайрус и кантри-версия с участием мультиплатинового исполнителя.

## Реакция
Блейк Болдт из Engine 145 дал песне обзор «thumbs down». Он сказал, что Майклс заманивает слушателей вызывающим отрывком о том, как быть сексуальным, чтобы спасти выцветшую любовь. Болдт также сказал, что песня жанра метал-лайт, смешанная с твин-кантри. Он также чувствовал, что Майли Сайрус украла шоу своими гармониями.

## Концертные выступления
Брет Майклз исполнил с акустической гитарой на «Lopez Tonight» и, увидев реакцию зрителей на искреннее выступление Майклса, Джордж Лопес сказал «Вот как это делают настоящие рокеры».

## Чарты
| Чарт (2010)                           | Высшая позиция |
| ------------------------------------- | -------------- |
| U.S. Billboard Top Rock Digital Songs | 32             |